# Hirax
Hirax é uma banda de thrash metal dos Estados Unidos formada em 1982 em Condado de Orange, Califórnia. A banda também pode ser considerada uma das fundadoras do thrash metal Bay Area, juntamente com Megadeth, Testament, Metallica entre outros. Riffs bem rápidos e bem simples sendo notória a influència do hardcore/punk em suas composições.

## Integrantes

### Atuais
- Katon W. De Pena - vocal (1984-1988, 2000-)
- Lance Harrison - guitarra solo
- Steve Harrison - baixo
- Jorge Iacobellis - bateria

### Anteriores
- Glenn Rogers - guitarra solo (2003-2005, 2006-2007)
- Dave Watson - guitarra solo (2004-2005)
- Angelo Espino - baixo (2004-2005)
- Fabricio Ravelli - bateria
- Bob Savage - guitarra (1984)
- Scott Owen - guitarra (1984-1989, 2000)
- James Joseph Hubler - guitarra (2001)
- Gary Monardo - baixo (1984-1989, 2000)
- Justin Lent - baixo (2001)
- Brian Keith - bateria (1984)
- John Tabares - bateria (1984-1989, 2000)
- Dan Bellinger - bateria (2001)
- Paul Baloff - vocal (1989)
- Eric Brecht - bateria (1986)

## Discografia
Álbuns de estúdio
- Raging Violence (1985)
- Hate, Fear and Power (1986)
- The New Age of Terror (2004)
- El Rostro de la Muerte (2009)
- Immortal Legacy (2014)

EPs
- El Diablo Negro (2000)
- Barrage of Noise (2001)
- Assassins of War (2006)
- Chaos and Brutality (2007)

Compilações
- Not Dead Yet (1987)
- Thrash Metal Assassins (2008)
- Noise Chaos War (2010)

DVDs
- Thrash 'til Death (2006)
- Thrash and Destroy (2008)

Split
- Spazz/Hirax (1997)
- Louder than Hell (2005)
- Hirax/F.K.Ü. (2008)

Demos
- Demo 1984 (1984)
- Demo Rehearsal 1 (1985)
- Demo Rehearsal 2 (1985)
- Blasted In Bangkok (1987)